# Lindsay Tanner
Lindsay Tanner (ur. 24 kwietnia 1956 w Orbost) – australijski polityk, członek Australijskiej Partii Pracy (ALP). W gabinecie Kevina Rudda pełnił funkcję ministra finansów i deregulacji.

## Życiorys
Ukończył prawo na University of Melbourne, równocześnie pracując jako grafik. Jako student był też współautorem książki o polityce ochrony środowiska. Następnie zaczął karierę prawniczą. W 1985 po raz pierwszy zaangażował się w politykę, pracując przy kampanii wyborczej jednego z senatorów z ramienia ALP. Później został etatowym działaczem związków zawodowych.
W 1993 po raz pierwszy został wybrany do parlamentu, reprezentując okręg wyborczy Melbourne, obejmujący najstarszą część tego drugiego co do wielkości australijskiego miasta. W latach 1996–2007 był nieprzerwanie członkiem labourzystowskich gabinetów cieni. Po wygranych przez partię wyborach z listopada 2007 objął obecne stanowisko. Tanner pozostaje również wziętym komentatorem prasowym i autorem książek publicystycznych.
Kiedy w czerwcu 2010 Julia Gillard zastąpiła Kevina Rudda na stanowiskach szefa ALP oraz premiera federalnego, Tanner niezwłocznie zapowiedział, iż nie będzie ubiegał się o reelekcję w najbliższych wyborach parlamentarnych. Oficjalnie uzasadnił to chęcią skupienia się na życiu rodzinnym.